# День из жизни
«День из жизни» (англ. Day in the Life) — кинофильм режиссёра Пола Хоэна. Премьера состоялась 5 апреля 2002 года.

## Сюжет
Труди всегда завидовала героям телешоу и киноперсонажам: ведь на экране всё так красиво, и все проблемы решаются в мгновение ока. А что в реальной жизни? Умственно неполноценный брат, с которым трудно поладить, отец, который всегда на работе, и мама, которая за неё никогда не заступается.
Но вот мечты Тру могут исполниться — местное телевидение проводит конкурс. И она начинает конкурсную работу. В процессе постепенно меняются её желания, взгляды на себя и на жизнь, отношение к своей семье. Она начинает осознавать всю необходимость семьи в судьбе и жизни каждого человека.

## В ролях
- Клара Брайант
- Шайа Лабаф
- Мэр Уиннингхэм
- Уильям Френсис МакГуайр
- Николь Дикер
- Кевин Дюхани
- Яни Геллман
- Крэйг Элдридж
- Дженнифер Фостер